# Dunblane
Dunblane (gaèlic escocès: Dùn Bhlàthain) és una ciutat de l'àrea del consell de Stirling, al centre d'Escòcia. És una ciutat de rodalies, amb molts residents que utilitzen bones connexions de transport a gran part del cinturó central, incloent Glasgow i Edimburg. La ciutat de Dunblane està construït a la vora de l'Allan Water (o riu Allan), afluent del riu Forth. La catedral de Dunblane és la seva fita més destacada. Dunblane tenia 8.114 en el cens de 2001, que va ascendir a 8.811 en el cens de 2011, ambdues xifres calculades segons la definició de la localitat de 2010.

## Topònim
La teoria més popular per a la derivació del nom "Dunblane" és que significa "fort de Blane", que commemora a Saint Blane (o Bláán en Irish Antic), un primerenc cristià que va viure probablement a finals del segle vi. La seva seu principal era Kingarth a l'illa de Bute. Ell o els seus seguidors podrien haver fundat una església a Dunblane; el culte de Bláán possiblement va arribar amb colons del que ara és Argyll en segles posteriors. Les primeres grafies del nom de Dunblane són de la forma Dul Blaan, el primer element que es tracta d'una paraula en llengua picta de "prat d'aigua, haugh", que es va prendre prestat al gaèlic. Hi ha paral·lelismes a Dul Blaan en llocs tan escocesos com Dalserf, Dalmarnock i Dalpatrick, tots els quals commemoren els sants.

## Història
Les primeres proves del cristianisme en el lloc són dues lloses creuades del segle X al XI que es conserven a la catedral. Incorporat a l'edifici medieval més tardà, però originalment independent, hi ha un campanar del segle xi, l'alçada del qual va augmentar al segle xv. La nau i el cor insular són del segle xiii. Dunblane no tenia una diòcesi medieval rica o extensa (37 parròquies), i la catedral és relativament modesta a escala, però la seva arquitectura refinada és molt admirable, així com el seu entorn amb vistes a la vall de l'aigua Allan.
Després de la Reforma, la nau de la catedral va ser abandonada i aviat va perdre la coberta i era usada per als enterraments. El cor es va conservar com a església parroquial. La nau va ser revestida i la catedral va proveir de nou mobiliari de Robert Rowand Anderson entre 1889 i 1893. Durant els anys d'expansió del moviment Hidropatia del segle xix, Dunblane va ser la ubicació d'un establiment hidropàtic amb èxit.
Des de principis de la dècada dels setanta, la ciutat ha crescut extensament i ara és considerada com una ciutat de viatge molt sol·licitada a causa de les seves excel·lents connexions viàries i ferroviàries i bones escoles. Dunblane és a prop del campus de la Universitat de Stirling al pont d'Allan, i és un lloc popular per als acadèmics.

## Llocs d'Interès
Actualment, Dunblane té dos supermercats, un Tesco (obert el 1996) i un M & S Foodhall (obert el 2009), així com una Cooperativa local (oberta després de les Marques i Spencer). Entre altres botigues, High Street té dos carnissers independents i un banc restant, el Bank of Scotland.
Al llarg de 6 anys, un petit grup de nois locals joves i els seus pares van guanyar diners per construir un skatepark a la zona dels Laighill. El skatepark es va completar el 23 de febrer de 2007 i ja ha estat visitat per l'equip de skate de Death i pel Vans UK Tour.

### Transport
La ciutat és comunicada per l'estació de tren de Dunblane, que té serveis regulars a Stirling, Perth, Glasgow i Edimburg. També és una parada a Caledonian Sleeper d'Inverness, i diversos altres trens de llarga distància a Aberdeen, Dundee, Inverness i fins i tot a Londres. Antigament, l'estació de Dunblane també era la unió de serveis sobre la ruta atractiva per Doune, Callander i Crianlarich, on la línia es va unir a la línia encara existent de Glasgow a Oban. La ruta cap a Oban a través de la popular línia Callander va tancar el 1965.
Dunblane és l'estació més septentrional de l'Edinburgh Network Rail per al Programa de Millora de Glasgow, que inclou l'electrificació.
Dunblane és el punt en què s'acaba l'autopista M9 i s'uneix a l'autovia A9 cap al nord cap a Perth. L'A9 va passar pel centre de Dunblane, però un bypass es va completar el 1991 i l'antiga carretera es va esdevenir la B8033. La ràpida expansió de la ciutat ha suposat un gran augment de l'ús de l'automòbil local, que ha generat importants problemes d'estacionament.

### Esglésies
- Catedral de Dunblane - Església d'Escòcia

- Església de St Blane - Església d'Escòcia

- Església Episcopal de Santa Maria - Església episcopal escocesa (en anglès: St Mary's Episcopal Church)

- Església de la Sagrada Família - Església Catòlica Romana (en anglès: Church of the Holy Family)

#### Comunitat de Sant Nicolau - Església ortodoxa oriental
La catedral de Dunblane és notable per haver conservat més de les seves parades de corals tardà-medievals que qualsevol altre edifici de l'església escocesa (excepte la King's College Chapel, Aberdeen), i també es destaca pel seu òrgan. Altres fragments de fusteria medieval de la catedral es mostren al museu de la vila, anteriorment Museu de la Catedral, a prop. Per bé que encara s'utilitza com a església parroquial, l'edifici està a càrrec de l'Escòcia històrica. Al sud de la catedral hi ha algunes voltes de pedra d'origen medieval, que són l'únic fragment restant del palau del bisbe.
Adjacent a la catedral, la Casa de les Esglésies Escoceses va ser (des de la dècada de 1960 fins al seu tancament el 2011) un centre d'estudi ecumènic i l'antiga seu d'Acció d'Esglésies Junts a Escòcia. Actualment funciona com a hotel, amb una capella medieval al recinte.

#### Biblioteca Leighton
El nucli antic conserva diversos edificis històrics, a més de la catedral, inclosa la Biblioteca Leighton del segle xvii, la biblioteca privada més antiga d'Escòcia oberta al públic (els dies seleccionats a l'estiu). Una vila urbana tardana ben conservada (probablement construïda com el manse del degà de la catedral medieval) alberga un museu d'història local (obert a l'estiu, entrada gratuïta). Recentment s'ha completat una extensió a l'interior del pati interior per proporcionar espai addicional d'exposició i permetre l'accés a persones amb discapacitat.

#### Dunblane Center
El Centre Dunblane és un centre juvenil, familiar, artístic, esportiu i comunitari amb finalitats pròpies. Va ser construït després que un vot de la comunitat escollís aquesta opció pels diners a partir d'una consolidació de diversos fons que es van crear després de la tragèdia de 1996. Va obrir el 2004 i no rep finançament de l'Estat, i és totalment autofinançat, confiant en els ingressos dels usuaris i la recaptació de fons. Està dirigit per la Fundació Dunblane Youth and Sports Center, amb un patronat de la comunitat. Va ser construït al costat del lloc d'una antiga estació de gasolina Shell que actualment alberga un saló d'alimentació M & S.

### Hotels

#### Dunblane Hydro Hotel
El costat nord de la ciutat està dominat pel Dunblane Hydro Hotel, actualment propietat del Hilton Hotel Group i operat sota la marca Doubletree. L'edifici victorià es troba en terrenys boscos a la part alta d'un pendent ample i escarpat. Data de finals del segle xix, ha estat reconstruït i ampliat diverses vegades, però encara conserva el seu edifici principal relativament intacte. Originàriament hi havia àmplies instal·lacions de balnearis i banys terapèutics.

### Escoles
Actualment hi ha al voltant de dos mil alumnes a les escoles de Dunblane. Molts nens també assisteixen a altres escoles de la zona, incloent Beaconhurst School (una escola independent prop del pont d'Allan) i l'escola secundària RC St Modan a Stirling. Dun